# ممشاد دینوری
ممشاد دینوری (؟ - ۲۹۹ قمری) عارف، زاهد و صوفی ایرانی قرن سوم است. از خلفای جنید بغدادی بوده و بنا به برخی از روایات درگذشته ۲۹۸ یا ۲۹۹ هجری قمری می‌باشد. شیخ ممشاد اگر چه اصالتاً دینوری بوده اما محل زندگی او در بغداد بوده است. سخنان او در تذکرةالاولیا عطار نیشابوری و نفحات الانس نقل شده و عطار نیشابوری نیز به صورت جداگانه به توصیف احوال و رفتار او در زندگی ساده اش پرداخته است.   

## نام
بدیع‌الزمان فروزانفر نام او را مَمشاد ضبط کرده، و هلموت ریتر در دریای جان و رینولد نیکلسون در تصحیح تذکرةالاولیاء مِمشاد نوشته‌اند. نورالدین شریبه در تصحیح طبقات الصوفیه سلمی مُمشاد ذکر کرده‌است. بشار عواد در تصحیح تاریخ‌الاسلام ذهبی احتمال داده که نام وی مَمشاد و صورتی از مَحمشاد باشد که نامی رایج در میان کرامیه بوده‌است.

## زندگی
اطلاع دقیقی از زمان تولد و درگذشت ممشاد دینوری در دست نیست. اما قدر مسلم وی از مریدان جنید بغدادی بوده و از معدود کسانی که می توانستند روایات مربوط به اهل طریقت را منتشر کنند. او در دوران مقتدر عباسی می زیسته و در تصوف جایگاه ویژه ای دارد و در شجره نامه سلسله خلافت و روایت کبرویه از او یاد شده است.
حافظ سلفی اصفهانی تبار معنوی او را از طریق ابی سنان به ابوتراب نخشبی رسانده‌است.

## در تذکره‌الاولیاء
عطار نیشابوری در تذکره‌الاولیاء فصلی را تحت عنوان «ذکر شیخ ممشاد دینوری رحمه‌الله علیه» به او اختصاص داده‌است که اینگونه آغاز می‌شود:
«آن ستودۀ رجال، آن ربودۀ جلال، آن صاحب همّت زمانه، آن عالی‌دولت یگانه، آن مجرّدشده از کینوری، شیخ ممشاد دینوری، رحمه‌الله علیه....»